# 해뜰날 (노래)
《해뜰날》은 1975년에 송대관이 발표한 곡이다. 송대관이 작사하고 신대성이 작곡한 곡으로 오아시스와 50만원에 계약한 송대관의 1975년 음반 《해뜰날》에 수록되었다. 1967년 데뷔했지만 오랜 시간 무명으로 지내오던 송대관은 이 곡을 통해 자신의 지명도를 단박에 높이게 되었다.
이 곡은 1976년 천재 남매 듀엣으로 스타덤에 오른 현이와 덕이의 옴니버스 데뷔음반 《친구야 친구》에 원곡 그대로 참여곡으로서 수록된 바 있다. 2008년에는 신지에 의해 리메이크 되기도 했다.

## 표절 피해 혹은 표절곡 의혹
미국의 록 그룹 제이 가일스 밴드가 1981년 'Centerfold'를 발표하며 빌보드 핫 100 1위를 기록하였는데, 'Centerfold'의 전주와 클라이맥스 부분이 5년 먼저 발표된 송대관의 '해뜰날'과 놀라울 정도로 비슷하여 국내에서 논란이 되기도 했다. 이와 관련하여 송대관은 "당시에는 표절 판정을 어떻게 받아야 할지 몰라서 그냥 웃고 넘어갔다"고 입장을 밝힌 바 있다.
그러나'해뜰날' 역시 영국의 록 그룹 에머슨, 레이크 & 파머의 1972년 발표곡 'The Sheriff'를 표절했다는 의혹이 있다.

## 가사
1. 꿈을 안고 왔단다 내가 왔단다~ 슬픔도 괴로움도 모두 모두 비켜라~ 
안 되는 일 없단다 노력하면은~ 쨍! 하고 해 뜰 날 돌아온단다~ 
뛰고 뛰고 뛰는 몸이라 괴로웁지만~ 힘겨운 나의 인생 구름 걷히고~ 
산뜻하게 맑은 날 돌아온단다~ 쨍! 하고 해 뜰 날 돌아온단다~ 

2. 꿈을 안고 왔단다 내가 왔단다~ 슬픔도 괴로움도 모두 모두 비켜라~ 
안 되는 일 없단다 노력하면은~ 쨍! 하고 해 뜰 날 돌아온단다~ 
뛰고 뛰고 뛰는 몸이라 괴로웁지만~ 힘겨운 나의 인생 구름 걷히고~ 
산뜻하게 맑은 날 돌아온단다~ 쨍! 하고 해 뜰 날 돌아온단다~ 
쨍! 하고 해 뜰 날 돌아온단다~